# Чемпіонат України з регбі 2014
Чемпіонат України 2014 року з регбі-15.

## Кваліфікація
На першому етапі з 12 квітня до 5 липня 16 команд було розділено на 4 групи і в проведених турнірах визначено 6 учасників Суперліги та 8 учасників Вищої ліги.

### Група «Захід»
| М | Команда                     | В | Н | П | Р:О     | Б  | Очки |
| - | --------------------------- | - | - | - | ------- | -- | ---- |
| 1 | «Поділля» (Хмельницький)    | 6 | 0 | 1 | 453:96  | +7 | 31   |
| 2 | «Сокіл» (Львів)             | 5 | 0 | 1 | 289:61  | +6 | 26   |
| 3 | «Роланд» (Івано-Франківськ) | 4 | 0 | 3 | 250:142 | +4 | 20   |
| 4 | «Верес» (Рівне)             | 4 | 0 | 1 | 273:111 | +3 | 19   |
| 5 | «Батяри» (Львів)            | 3 | 0 | 4 | 136:206 | +2 | 14   |
| 6 | «Корзо» (Ужгород)           | 1 | 0 | 7 | 68:539  | -  | 4    |
| 7 | «Терен» (Тернопіль)         | 0 | 0 | 8 | 7:321   | -8 | -8   |

### Група «Південь»
| М | Команда              | В | Н | П | Р:О    | Б  | Очки |
| - | -------------------- | - | - | - | ------ | -- | ---- |
| 1 | «Кредо-63» (Одеса)   | 4 | 0 | 0 | 253:28 | +4 | 20   |
| 4 | «Політехнік» (Одеса) | 2 | 0 | 2 | 67:153 | +2 | 10   |
| 3 | «Академія» (Одеса)   | 0 | 0 | 4 | 61:200 | +3 | 3    |

### Група «Центр»
| М | Команда             | В | Н | П | Р:О     | Б  | Очки |
| - | ------------------- | - | - | - | ------- | -- | ---- |
| 1 | «Антарес» (Київ)    | 4 | 0 | 1 | 195:97  | +4 | 20   |
| 4 | «Політехнік» (Київ) | 4 | 0 | 2 | 145:166 | +3 | 19   |
| 3 | «Авіатор» (Київ)    | 1 | 0 | 4 | 135:185 | +5 | 9    |
| 4 | «Ребелс» (Київ)     | 1 | 0 | 3 | 97:12   | +3 | 7    |

### Група «Схід»
| М | Команда            | В | Н | П | Р:О  | Б  | Очки |
| - | ------------------ | - | - | - | ---- | -- | ---- |
| 1 | «Олімп» (Харків)   | 1 | 0 | 0 | 59:5 | +1 | 5    |
| 2 | «Тех-А-С» (Харків) | 0 | 0 | 1 | 5:59 | -  | 0    |

## Суперліга
Чемпіонат України 2014 року з регбі-15 серед чоловічих команд Суперліги розіграли 6 команд, які провели турнір у двох групах у два кола від 30 серпня до 17 жовтня. Після цього команди з кожної групи відповідно до зайнятих місць визначили у стикових зустрічах володарів 1—6 місця до 23 листопада.
Команди: «Олімп» (Харків), «Кредо-1963» (Одеса), «Поділля» (Хмельницький), «Антарес» (Київ), «Сокіл» (Львів), «Політехнік» (Київ).

### Група А
| М | Команда          | В | Н | П | Р:О    | Б  | Очки |
| - | ---------------- | - | - | - | ------ | -- | ---- |
| 1 | «Олімп» (Харків) | 4 | 0 | 0 | 217:26 | +3 | 19   |
| 2 | «Сокіл» (Львів)  | 1 | 0 | 3 | 70:192 | +1 | 5    |
| 3 | «Антарес» (Київ) | 1 | 0 | 3 | 73:142 | -1 | 3    |

### Група Б
| М | Команда                  | В | Н | П | Р:О    | Б  | Очки |
| - | ------------------------ | - | - | - | ------ | -- | ---- |
| 1 | «Кредо-63» (Одеса)       | 4 | 0 | 0 | 377:32 | +4 | 20   |
| 4 | «Політехнік» (Київ)      | 2 | 0 | 2 | 93:261 | +2 | 10   |
| 3 | «Поділля» (Хмельницький) | 0 | 0 | 4 | 64:241 | +2 | 2    |

### Фінали
18 жовтня і 1 листопада 
за 5-е місце: «Поділля» (Хмельницький) — «Антарес» (Київ) 22:33, 22:13
18 і 25 жовтня
за 3-є місце: «Політехнік» (Київ) — «Сокіл» (Львів) 10:20, 24:30
26 жовтня і 23 листопада
за 1-е місце: «Олімп» (Харків) — «Кредо-63» (Одеса) 17:9, 18:20

## Вища ліга
Чемпіонат України 2014 року з регбі-15 серед чоловічих команд Вищої ліги розіграли 8 команд, які провели турнір у двох групах у два кола. Після цього по дві кращі команди з кожної групи визначили у стикових зустрічах володарів 1—4 місця.
Команди: «Верес» (Рівне), «Роланд» (Івано-Франківськ), «Корзо» (Ужгород), «Політехнік» (Київ), «Політехнік» (Одеса), «Академія» (Одеса), «Батяри» (Львів), «Тех-А-С» (Харків), «Авіатор» (Київ).

### Група А
| М | Команда                     | В | Н | П | Р:О    | Б  | Очки |
| - | --------------------------- | - | - | - | ------ | -- | ---- |
| 1 | «Роланд» (Івано-Франківськ) | 6 | 0 | 0 | 297:78 | +5 | 29   |
| 2 | «Верес» (Рівне)             | 4 | 0 | 2 | 255:97 | +6 | 22   |
| 3 | «Корзо» (Ужгород)           | 2 | 0 | 4 | 91:282 | -  | 8    |
| 4 | «Батяри» (Львів)            | 0 | 0 | 6 | 23:209 | -5 | -5   |

### Група Б
| М | Команда              | В | Н | П | Р:О     | Б  | Очки |
| - | -------------------- | - | - | - | ------- | -- | ---- |
| 1 | «Академія» (Одеса)   | 3 | 0 | 3 | 129:102 | +3 | 19   |
| 2 | «Політехнік» (Одеса) | 4 | 0 | 2 | 158:146 | +3 | 19   |
| 3 | «Тех-А-С» (Харків)   | 4 | 0 | 2 | 138:113 | +1 | 17   |
| 4 | «Авіатор» (Київ)     | 1 | 0 | 5 | 92:156  | -  | 4    |

### Фінали
2 і 16 листопада
за 3-є місця: «Верес» (Рівне) — «Політехнік» (Одеса) 7:37, 0:30
2 і 15 листопада
за 1-е місця: «Академія» (Одеса) — «Роланд» (Івано-Франківськ) 22:18, 53:24